# GE Healthcare
GE HealthCare Technologies (ehemals GE Healthcare) umfasst die gesundheitlichen Dienstleistungen der amerikanischen General Electric Company, eines der umsatzstärksten Mischkonzerne der Welt. Das Unternehmen hat seinen Sitz in Chicago, Illinois.

## Unternehmen
GE HealthCare erzielte 2022 einen Umsatz von rund 18,34 Mrd. Dollar. Das Forschungs- und Entwicklungsbudget liegt bei etwa 1 Mrd. $ und beschäftigt 51.000 Mitarbeiter.
GE HealthCare wurde am 4. Januar 2023 von General Electric abgespalten und notiert seit diesem Tag als selbständiges Unternehmen mit dem Namen GE Healthcare Technologies an der Börse. General Electric wird weiter 20 % der Anteile halten.
Das Portfolio umfasst medizintechnische Lösungen und Dienstleistungen in den Bereichen medizinische Bildgebung und Informationstechnologien, medizinische Diagnostik, Patienten-Monitoring, Arzneimittelforschung und biopharmazeutische Fertigungstechnologien.

## Geschäftsbereiche
- GE HealthCare Imaging, Ultrasound und Patient Care Solutions

Healthcare Systems umfasst ein breites Spektrum von Technologien und Dienstleistungen für die Patientenversorgung, u. a. Bildgebungstechnologien zur Diagnostik von Knochenbrüchen, Traumata-Diagnosen in der Ambulanz, Untersuchung des Herzens und seiner Funktionen sowie zur Früherkennung von Krebs und Hirnkrankheiten, insbesondere Computertomographie, Magnetresonanztomographie, Röntgentechnologie, digitale Mammographie und molekulare Bildgebung (u. a. PET- und SPECT-Systeme); Ultraschalltechnologien, Densitometrie, EKG-Systeme, Patientenüberwachung, Inkubatoren und Wärmebettchen, Beatmung und Anästhesiemanagement.
- GE Healthcare Medical Pharmaceutical Diagnostics

Pharmaceutical Diagnostics ist in den Bereichen Forschung, Herstellung und Vertrieb von Diagnostika (Kontrastmittel und Radiopharmaka) tätig, die bei radiologischen und nuklearmedizinischen Untersuchungen zur Darstellung von Organen, Geweben und Funktionen im menschlichen Körper eingesetzt werden

abgespaltener Geschäftsbereich
GE Healthcare Life Sciences (seit 31. März 2020 Cytiva): Life Sciences forscht und produziert in der medizinisch-pharmazeutischen Biotechnologie. Zu den Bereichen zählen Bioprozesstechnik, Proteinforschung, Genomwissenschaft und zelluläre Bildgebung. Seit 31. März 2020 ist GE Healthcare Life Sciences Bestandteil von Danaher und heißt seitdem Cytiva.
Weitere Dienstleistungen sind
- GE HC Financial Services, Finanzierungslösungen (Miete oder Leasing) für medizintechnische Anlagen.
- GE GoldSeal, Handel mit gebrauchten medizintechnischen Anlagen.

## Management
Mitglieder des Management-Teams sind u. a.:
- Präsident und CEO: Peter Arduini
- Präsident und CEO Imaging: Roland Rott
- Präsident und CEO Ultrasound & Image Guided Therapies: Phil Rackliffe
- Präsident und CEO Pharmaceutical Diagnostics: Kevin O’Neill
- Präsident und CEO Patient Care Solutions: Thomas Westrick
- Chief Quality & Regulatory Officer: Laila Gurney

## GE Healthcare D-A-CH
GE Healthcare ist in Deutschland mit rund 1.800 Beschäftigten an 11 Standorten vertreten, u. a. in München, Solingen, Wendelstein, Berlin, Hamburg, Freiburg im Breisgau, Braunschweig und Dassel. Hauptgeschäftssitz ist München. Der Standort in Freiburg steht in unmittelbarer Nachfolge von der Marquette Hellige, welche von GE 1996 zusammen mit der Mutterfirma Marquette Medical Systems gekauft wurde. Das Unternehmen gliedert sich wie folgt:
- GE Healthcare GmbH (ehem. GE Medical Systems Deutschland GmbH und GE Ultraschall Deutschland GmbH): Diagnostische Bildgebung, Ultraschall
- GE Medical Systems Information Technologies GmbH: Klinische Systeme
- GE Healthcare Information Technologies GmbH & Co. KG: IT-Lösungen
- GE Healthcare Buchler GmbH & Co.KG (ehem. Amersham Buchler GmbH & Co. KG): Pharmaceutical Diagnostics
- GE Healthcare Europe GmbH: Life Sciences

In Österreich existieren Standorte in Zipf (zu Neukirchen an der Vöckla) und in Wien. In der Schweiz besteht ein Standort in Glattbrugg bei Zürich.